# HD 130917
HD 130917 är en vit stjärna i huvudserien i Björnvaktarens stjärnbild.
Stjärnan har visuell magnitud +5,80 och är svagt synlig för blotta ögat vid god seeing.